# Internazionali d'Italia di tennis (singolare maschile)
Questo è un elenco delle finali del singolare maschile degli Internazionali d'Italia. Il torneo non si è svolto dal 1936 al 1949.
| Anno         | Campione            | Finalista              | Risultato della finale           |
| ------------ | ------------------- | ---------------------- | -------------------------------- |
| 1930         | Bill Tilden         | Uberto de Morpurgo     | 6–1, 6–1, 6–2                    |
| 1931         | Pat Hughes          | Henri Cochet           | 6–4, 6–3, 6–2                    |
| 1932         | André Merlin        | Pat Hughes             | 6–1, 5–7, 6–0, 8–6               |
| 1933         | Emanuele Sertorio   | André Martin-Legeay    | 6–3, 6–1, 6–3                    |
| 1934         | Giovanni Palmieri   | Giorgio De Stefani     | 6–3, 6–0, 7–5                    |
| 1935         | Wilmer Hines        | Giovanni Palmieri      | 6–3, 10–8, 9–7                   |
| 1936-1949    | Non disputato       | Non disputato          | Non disputato                    |
| 1950         | Jaroslav Drobný     | Bill Talbert           | 6–4, 6–3, 7–9, 6–2               |
| 1951         | Jaroslav Drobný     | Gianni Cucelli         | 6–1, 10–8, 6–0                   |
| 1952         | Frank Sedgman       | Jaroslav Drobný        | 7–5, 6–3, 1–6, 6–4               |
| 1953         | Jaroslav Drobný     | Lew Hoad               | 6–2, 6–1, 6–2                    |
| 1954         | Budge Patty         | Enrique Morea          | 11–9, 6–4, 6–4                   |
| 1955         | Fausto Gardini      | Giuseppe Merlo         | 1–6, 6–1, 3–6, 6–6 (ritirato)    |
| 1956         | Lew Hoad            | Sven Davidson          | 7–5, 6–2, 6–0                    |
| 1957         | Nicola Pietrangeli  | Giuseppe Merlo         | 8–6, 6–2, 6–4                    |
| 1958         | Mervyn Rose         | Nicola Pietrangeli     | 5–7, 8–6, 6–4, 1–6, 6–2          |
| 1959         | Luis Ayala          | Neale Fraser           | 6–3, 3–6, 6–3, 6–3               |
| 1960         | Barry MacKay        | Luis Ayala             | 7–5, 7–5, 0–6, 0–6, 6–1          |
| 1961         | Nicola Pietrangeli  | Rod Laver              | 6–8, 6–1, 6–1, 6–2               |
| 1962         | Rod Laver           | Roy Emerson            | 6–2, 1–6, 3–6, 6–3, 6–1          |
| 1963         | Martin Mulligan     | Boro Jovanović         | 6–2, 4–6, 6–3, 8–6               |
| 1964         | Jan-Erik Lundquist  | Fred Stolle            | 1–6, 7–5, 6–3, 6–1               |
| 1965         | Martin Mulligan     | Manuel Santana         | 1–6, 6–4, 6–3, 6–1               |
| 1966         | Tony Roche          | Nicola Pietrangeli     | 11–9, 6–1, 6–3                   |
| 1967         | Martin Mulligan     | Tony Roche             | 6–3, 0–6, 6–4, 6–1               |
| 1968         | Tom Okker           | Bob Hewitt             | 10–8, 6–8, 6–1, 1–6, 6–0         |
| ↓ Era Open ↓ |                     |                        |                                  |
| 1969         | John Newcombe       | Tony Roche             | 6–3, 4–6, 6–2, 5–7, 6–3          |
| 1970         | Ilie Năstase        | Jan Kodeš              | 6–3, 1–6, 6–3, 8–6               |
| 1971         | Rod Laver           | Jan Kodeš              | 7–5, 6–3, 6–3                    |
| 1972         | Manuel Orantes      | Jan Kodeš              | 4–6, 6–1, 7–5, 6–2               |
| 1973         | Ilie Năstase        | Manuel Orantes         | 6–1, 6–1, 6–1                    |
| 1974         | Björn Borg          | Ilie Năstase           | 6–3, 6–4, 6–2                    |
| 1975         | Raúl Ramírez        | Manuel Orantes         | 7–6, 7–5, 7–5                    |
| 1976         | Adriano Panatta     | Guillermo Vilas        | 2–6, 7–6, 6–2, 7–6               |
| 1977         | Vitas Gerulaitis    | Antonio Zugarelli      | 2–6, 7–6(5), 6–2, 7–6(1)         |
| 1978         | Björn Borg          | Adriano Panatta        | 1–6, 6–3, 6–1, 4–6, 6–3          |
| 1979         | Vitas Gerulaitis    | Guillermo Vilas        | 6–7, 7–6, 6–7, 6–4, 6–2          |
| 1980         | Guillermo Vilas     | Yannick Noah           | 6–0, 6–4, 6–4                    |
| 1981         | José Luis Clerc     | Víctor Pecci           | 6–3, 6–4, 6–0                    |
| 1982         | Andrés Gómez        | Eliot Teltscher        | 6–2, 6–3, 6–2                    |
| 1983         | Jimmy Arias         | José Higueras          | 6–2, 6–7, 6–1, 6–4               |
| 1984         | Andrés Gómez        | Aaron Krickstein       | 2–6, 6–1, 6–2, 6–2               |
| 1985         | Yannick Noah        | Miloslav Mečíř         | 6–3, 3–6, 6–2, 7–6               |
| 1986         | Ivan Lendl          | Emilio Sánchez         | 7–5, 4–6, 6–1, 6–1               |
| 1987         | Mats Wilander       | Martín Jaite           | 6–3, 6–4, 6–4                    |
| 1988         | Ivan Lendl          | Guillermo Pérez Roldán | 2–6, 6–4, 6–2, 4–6, 6–4          |
| 1989         | Alberto Mancini     | Andre Agassi           | 6–3, 4–6, 2–6, 7–6, 6–1          |
| 1990         | Thomas Muster       | Andrej Česnokov        | 6–1, 6–3, 6–1                    |
| 1991         | Emilio Sánchez      | Alberto Mancini        | 6–3, 6–1, 3–0 (ritirato)         |
| 1992         | Jim Courier         | Carlos Costa           | 7–6(3), 6–0, 6–4                 |
| 1993         | Jim Courier         | Goran Ivanišević       | 6–1, 6–2, 6–2                    |
| 1994         | Pete Sampras        | Boris Becker           | 6–1, 6–2, 6–2                    |
| 1995         | Thomas Muster       | Sergi Bruguera         | 3–6, 7–6(5), 6–2, 6–3            |
| 1996         | Thomas Muster       | Richard Krajicek       | 6–2, 6–4, 3–6, 6–3               |
| 1997         | Àlex Corretja       | Marcelo Ríos           | 7–5, 7–5, 6–3                    |
| 1998         | Marcelo Ríos        | Albert Costa           | rinuncia per infortunio          |
| 1999         | Gustavo Kuerten     | Patrick Rafter         | 6–4, 7–5, 7–6(6)                 |
| 2000         | Magnus Norman       | Gustavo Kuerten        | 6–3, 4–6, 6–4, 6–4               |
| 2001         | Juan Carlos Ferrero | Gustavo Kuerten        | 3–6, 6–1, 2–6, 6–4, 6–2          |
| 2002         | Andre Agassi        | Tommy Haas             | 6–3, 6–3, 6–0                    |
| 2003         | Félix Mantilla      | Roger Federer          | 7–5, 6–2, 7–6(8)                 |
| 2004         | Carlos Moyá         | David Nalbandian       | 6–3, 6–3, 6–1                    |
| 2005         | Rafael Nadal        | Guillermo Coria        | 6–4, 3–6, 6–3, 4–6, 7–6(6)       |
| 2006         | Rafael Nadal        | Roger Federer          | 6(0)–7, 7–6(5), 6–4, 2–6, 7–6(5) |
| 2007         | Rafael Nadal        | Fernando González      | 6–2, 6–2                         |
| 2008         | Novak Đoković       | Stan Wawrinka          | 4–6, 6–3, 6–3                    |
| 2009         | Rafael Nadal        | Novak Đoković          | 7–6(2), 6–2                      |
| 2010         | Rafael Nadal        | David Ferrer           | 7–5, 6–2                         |
| 2011         | Novak Đoković       | Rafael Nadal           | 6–4, 6–4                         |
| 2012         | Rafael Nadal        | Novak Đoković          | 7–5, 6–3                         |
| 2013         | Rafael Nadal        | Roger Federer          | 6–1, 6–3                         |
| 2014         | Novak Đoković       | Rafael Nadal           | 4–6, 6–3, 6–3                    |
| 2015         | Novak Đoković       | Roger Federer          | 6–4, 6–3                         |
| 2016         | Andy Murray         | Novak Đoković          | 6–3, 6–3                         |
| 2017         | Alexander Zverev    | Novak Đoković          | 6–4, 6–3                         |
| 2018         | Rafael Nadal        | Alexander Zverev       | 6–1, 1–6, 6–3                    |
| 2019         | Rafael Nadal        | Novak Đoković          | 6–0, 4–6, 6–1                    |
| 2020         | Novak Đoković       | Diego Schwartzman      | 7–5, 6–3                         |
| 2021         | Rafael Nadal        | Novak Đoković          | 7–5, 1–6, 6–3                    |
| 2022         | Novak Đoković       | Stefanos Tsitsipas     | 6–0, 7–6(5)                      |
| 2023         | Daniil Medvedev     | Holger Rune            | 7–5, 7–5                         |
| 2024         | Alexander Zverev    | Nicolás Jarry          | 6–4, 7–5                         |
| 2025         | Carlos Alcaraz      | Jannik Sinner          | 7-6(5), 6-1                      |

## Vittorie per nazione
Aggiornato all'edizione 2025.
| Pos. | Paese         | Vittorie |
| ---- | ------------- | -------- |
| 1    | Spagna        | 17       |
| 2    | Stati Uniti   | 11       |
| 3    | Australia     | 10       |
| 4    | Italia        | 6        |
| 4    | Serbia        | 6        |
| 6    | Svezia        | 5        |
| 7    | Egitto        | 3        |
| 7    | Argentina     | 3        |
| 7    | Austria       | 3        |
| 10   | Romania       | 2        |
| 10   | Ecuador       | 2        |
| 10   | Francia       | 2        |
| 10   | Rep. Ceca     | 2        |
| 10   | Cile          | 2        |
| 10   | Gran Bretagna | 2        |
| 10   | Germania      | 2        |
| 17   | Paesi Bassi   | 1        |
| 17   | Messico       | 1        |
| 17   | Brasile       | 1        |
| 17   | Russia        | 1        |

## Record
Di seguito i tennisti vincitori di almeno due edizioni.
| Posiz. | Tennista           | Vittorie | Edizioni                                                   |
| ------ | ------------------ | -------- | ---------------------------------------------------------- |
| 1.     | Rafael Nadal       | 10       | 2005, 2006, 2007, 2009, 2010, 2012, 2013, 2018, 2019, 2021 |
| 2.     | Novak Đoković      | 6        | 2008, 2011, 2014, 2015, 2020, 2022                         |
| 3.     | Martin Mulligan    | 3        | 1963, 1965, 1967                                           |
| 3.     | Jaroslav Drobný    | 3        | 1950, 1951, 1953                                           |
| 3.     | Thomas Muster      | 3        | 1990, 1995, 1996                                           |
| 6.     | Nicola Pietrangeli | 2        | 1957, 1961                                                 |
| 6.     | Rod Laver          | 2        | 1962, 1971                                                 |
| 6.     | Ilie Năstase       | 2        | 1970, 1973                                                 |
| 6.     | Björn Borg         | 2        | 1974, 1978                                                 |
| 6.     | Vitas Gerulaitis   | 2        | 1977, 1979                                                 |
| 6.     | Andrés Gómez       | 2        | 1982, 1984                                                 |
| 6.     | Ivan Lendl         | 2        | 1986, 1988                                                 |
| 6.     | Jim Courier        | 2        | 1992, 1993                                                 |
| 6.     | Alexander Zverev   | 2        | 2017, 2024                                                 |